# Сульфат олова(IV)
Сульфа́т о́лова(IV) — неорганическое соединение, соль металла олова и серной кислоты с формулой Sn(SO4)2, бесцветные гигроскопичные кристаллы, растворимые в воде, образует кристаллогидрат.

## Получение
- Растворение оксида олова в серной кислоте:

{\displaystyle {\mathsf {SnO_{2}+2H_{2}SO_{4}\ {\xrightarrow {}}\ Sn(SO_{4})_{2}+2H_{2}O}}}
- Растворение хлорида олова в серной кислоте:

{\displaystyle {\mathsf {SnCl_{4}+2H_{2}SO_{4}\ {\xrightarrow {T}}\ Sn(SO_{4})_{2}+4HCl\uparrow }}}

## Физические свойства
Сульфат олова(IV) образует бесцветные гигроскопичные кристаллы, растворимые в воде с частичным гидролизом.
Образует кристаллогидрат Sn(SO4)2•2H2O.

## Химические свойства
- При нагревании безводная соль разлагается:

{\displaystyle {\mathsf {Sn(SO_{4})_{2}\ {\xrightarrow {150-200^{o}C}}\ SnO_{2}+2SO_{3}}}}
- При нагревании кристаллогидрата или водных растворов гидролизуется:

{\displaystyle {\mathsf {Sn(SO_{4})_{2}\cdot 2H_{2}O\ {\xrightarrow {50^{o}C}}\ Sn(OH)_{2}SO_{4}+H_{2}SO_{4}}}}
{\displaystyle {\mathsf {Sn(SO_{4})_{2}+2H_{2}O\ {\xrightarrow {100^{o}C}}\ SnO_{2}\downarrow +2H_{2}SO_{4}}}}
- Разлагается щелочами:

{\displaystyle {\mathsf {Sn(SO_{4})_{2}+4NaOH\ {\xrightarrow {}}\ SnO_{2}\downarrow +2Na_{2}SO_{4}+2H_{2}O}}}
{\displaystyle {\mathsf {Sn(SO_{4})_{2}+6NaOH\ {\xrightarrow {}}\ Na_{2}[Sn(OH)_{6}]+2Na_{2}SO_{4}}}}
- С концентрированной соляной кислотой переходит в гексахлоростаннат(IV) водорода[1]:

{\displaystyle {\mathsf {Sn(SO_{4})_{2}+6HCl\ \xrightarrow {} \ H_{2}[SnCl_{6}]+2H_{2}SO_{4}}}}